# Seven Seals
Seven Seals è il sesto album del gruppo musicale tedesca di genere heavy/power metal dei Primal Fear.
Il titolo richiama i sette sigilli, corrispondenti ai Sette Arcangeli principali, citati in alcuni rituali magici.

## Tracce
1. Demons and Angels - 5:32
2. Rollercoaster - 4:28
3. Seven Seals - 3:54
4. Evil Spell - 4:31
5. The Immortal Ones - 4:19
6. Diabolus - 7:54
7. All for one - 7:53
8. Carniwar - 3:17
9. Question of Honour - 7:26
10. In Memory - 5:07
11. The Union
12. Higher Power

## Formazione
- Ralf Scheepers - voce
- Stefan Leibing - chitarra
- Tom Naumann - chitarra
- Mat Sinner - basso
- Randy Black - batteria